# Fearless (пісня)
«Fearless» — п'ятий та фінальний сингл другого студійного альбому американської кантрі-поп-співачки Тейлор Свіфт — Fearless. В США сингл вийшов 3 січня 2010 року. Пісня написана Тейлор Свіфт, Ліз Роуз та Гілларі Ліндсі; спродюсована Нейтаном Чапманом та Свіфт. Музичне відео зрежисоване Тоддом Кассетті; відеокліп вийшов 17 лютого 2010 року.

## Музичне відео
Музичне відео зрежисоване Тоддом Кассетті. Відеокліп містить нарізки із концертів під час турне Fearless Tour. Прем'єра музичного відео відбулась 17 лютого 2010 року на каналі CMT.
Станом на березень 2024 року музичне відео мало 62 мільйони переглядів на відеохостингу YouTube.

## Список композицій
- Цифрове завантаження для США

1. «Fearless» (версія сингла) – 4:01

- CD-сингл для США / ЄС

1. «Fearless» (радіоверсія) – 4:01

## Живі виконання
10 листопада 2008 року Тейлор Свіфт виконала пісню на шоу Late Show with David Letterman.

## Чарти
Тижневі чарти
| Чарт (2008-10)                       | Місце |
| ------------------------------------ | ----- |
| Canada (Canadian Hot 100)            | 69    |
| Canada Country (Billboard)           | 7     |
| Spanish Singles Chart                | 32    |
| UK Singles (Official Charts Company) | 111   |
| US Billboard Hot 100                 | 9     |
| US Pop 100 (Billboard)               | 18    |
| US Hot Country Songs (Billboard)     | 10    |

Річні чарти
| Чарт (2010)                    | Місце |
| ------------------------------ | ----- |
| US Billboard Hot Country Songs | 55    |

## Продажі
| Країна     | Сертифікація (таблиця продажів та сертифікатів) | Продажі    |
| ---------- | ----------------------------------------------- | ---------- |
| США (RIAA) | Платина                                         | +1,000,000 |